# ウッセーリオ
ウッセーリオ（伊: Usseglio）は、イタリア共和国ピエモンテ州トリノ県にある基礎自治体（コムーネ）。

## 地理

### 位置・広がり

#### 隣接コムーネ
隣接するコムーネは以下の通り。FR-73はフランスのサヴォワ県所属を示す。
- バルメ
- Bessans (FR-73)
- ブルゾーロ
- ブッソレーノ
- キアノッコ
- コンドーヴェ
- レーミエ
- モンパンテーロ
- ノヴァレーザ

## 行政

### 分離集落
ウッセーリオには、以下の分離集落（フラツィオーネ）がある。
- Chiaberto, Cortevicio, Crot, Malciaussia, Margone, Perinera, Pian Benot, Pianetto, Piazzette, Quagliera, Villaretto